# Крастави жаби
Краставите жаби (Bufonidae) са семейство сухоземни жаби.

## История
Счита се, че краставите жаби произхождат от Южна Америка. Някои изследвания датират произхода на семейството към разделянето на Гондвана, преди около 78 - 98 милиона години, късна креда. Други изследвания ги датират към ранния палеоцен.

## Размножаване
В четири рода от семейството се наблюдава вътрешно оплождане:
- Mertensophryne (някои видове)
- Nectophrynoides (вероятно при всички видове)
- Altiphrynoides malcolmi (един от двата вида в род Altiphrynoides)
- Nimbaphrynoides occidentalis (единственият вид в род Nimbaphrynoides)

Родовете Ascaphus (всички видове) и Eleutherodactylus (два вида, пуерториканска коки и Eleutherodactylus jasperi) са единствените родове жаби извън това семейство с вътрешно оплождане.

## Разпространение
Разпространени са по целия свят, с изключение на Австралия и островите в Индийския океан.